# Proteuxoa celaenica
Proteuxoa celaenica là một loài bướm đêm trong họ Noctuidae.